# كاكينوموتو نو هيتومارو

كاكينوموتو نو هيتومارو (باليابانية:柿 本人 麻 呂 أو 柿 本人 麿؛ ج 662-710) كان شاعراً يابانياً من الطبقة الارستقراطية في أواخر فترة اسوكا، وكان ابرز الشعراء المدرجة في Man'yōshū، وكانت ممثلة بشكل خاص في أحجام 1 و 2. في اليابان، ويعتبر واحداً من ستة وثلاثين شعراً خالداً. بعد فترة هييان كان غالباً ما تسمى «هيتو مارو» (人 丸).

## الأعمال والأسلوب
يشتهر هيتومارو بالقصائد الطويلة مثل (في بحر ملابس إيوامي اللبلابة) و (خليج تسونو) و (أنا أحبها تشبه الأوراق).
وأدرجت 19 من تشوكا الخاصة به chōka أي («قصائد طويلة») في Man'yōshū و 75 قصيدة تقريباً أو نحو ذلك تانكا («قصائد قصيرة») وقد تم اختيار بالمثل. تم كتابة العديد من قصائده حول مواضيع المناسبات العامة؛ مثل بلده الرثاء للأمير تاكيشي، وكتب جزءً من الاحتفالات والحداد على تاكيشي.
قام بكتابة القصائد في المناسبات الأخرى في حياته عندما تم نقله وعلى وجه الخصوص: فراق من زوجته، حدادا على زوجته، أو على رؤية الجثة.